# Bernard V. Bothmer
Bernard V. Bothmer, nome alla nascita Bernhard Wilhelm von Bothmer (Charlottenburg, 13 ottobre 1912 – New York, 24 novembre 1993), è stato un egittologo statunitense.

È considerato uno dei più influenti egittologi della seconda metà del Novecento.

## Biografia

### I primi anni in Germania
Bernard von Bothmer nasce il 12 ottobre del 1912 a Charlottenburg, Berlino, figlio maggiore di Wilhelm von Bothmer e di Marie Julie Auguste Karoline, baronessa di Egloffstein. Bernard von Bothmer è il fratello maggiore di Dietrich von Bothmer, che è stato un importante storico dell'arte.
Frequenta l'Università di Berlino e l'Università di Bonn, dove studia Egittologia con la guida del professor Kurt Sethe, prima di diventare assistente curatore nel dipartimento di arte egizia nello Staatliche Museen di Berlino nel 1932, invitato da Heinrich Schäffer, direttore dello stesso museo. Qui, grazie al rapporto che instaura con Hans-Wolfgang Müller, nasce il suo grande interesse per l'arte egizia, e la passione per la fotografia della stessa.

### Durante la Seconda Guerra Mondiale e il trasferimento negli Stati Uniti (1938-1946)
Nel 1938, luterano, oppositore del regime Nazista, Bernard von Bothmer lascia la Germania e raggiunge dapprima la Francia. Nel 1939 si sposta in Svizzera e nel 1941 approda negli Stati Uniti, dove si arruola nell'esercito durante la Seconda Guerra Mondiale e di cui diventa cittadino, cambiando il suo nome in Bernard V. Bothmer. Svolge l'attività militare, prima, presso l'Office of War Information e il War Department, poi nell'Army Intelligence in Europa fino al 1946.

### Boston, la prima spedizione in Egitto eThe Corpus of Late Egyptian Sculpture(1946-1955)
Dopo la guerra, inizia a lavorare per il Museum of Fine Art di Boston, come Assistant del Department of Egyptian and Ancient Near Eastern Art. Nel 1949 riceve un'importante sovvenzione dall'American Philosophical Society per andare in Egitto, al fine di familiarizzare con il Museo del Cairo, i siti archeologici, e specialmente visitare e studiare i luoghi dove dal 1905 fino all'inizio della Seconda Guerra Mondiale, l'Harvard University - Museum of Fine Arts Egyptian Exepedition, conosciuta come HU-MFA, aveva condotto i suoi scavi. L'esperienza ha come risultato la pubblicazione postuma nel 1991 della prima edizione di Egypt 1950, un diario giornaliero che copre i tre mesi di viaggio dal 31 dicembre 1949 al 2 aprile 1950, in più a 305 pagine di descrizioni, osservazioni archeologiche e altro materiale inedito fino a quel momento.
Dopo il suo primo viaggio ritorna ripetute volte in Egitto, tanto che 1951 diviene membro dell'ARCE, e dal 1954 al 1956 ne ricopre il ruolo di direttore e diviene il più prolifico contribuente del nuovo NARCE.
Nel 1951 sposa Geraldine Samuelson, sua prima moglie con cui ha una figlia Marina Simmons.
A Boston inizia anche la sua prolifica carriera di pubblicazioni egittologiche, tra cui due importanti articoli riguardanti l'identificazione di frammenti di antichi monumenti largamente conosciuti: il primo riguardava un rilievo (Ptolemaic Reliefs, I. A Granite Block of Philip Arrhidaeus, BMFA 50, no. 280, 1952, pp. 19-27) il secondo una statua (Membra Dispersa. King Amenhotep II Making an Offering, BMFA 52, no. 28, 1954, pp. 11-20). Identificare questo tipo di legami, specialmente nella statuaria, diviene uno dei suoi principali interessi. Nello stesso periodo elabora, inoltre, una serie di scritti che si soffermano su diversi temi tra cui i più importanti riguardano il simbolismo, l'architettura e l'arte egizia come espressione della religione, come prova nella sua revisione (JNES, 11, 1952, pp.151-152) di Schewaller de Lubicz, Le temple dans l'homme e nei suoi commenti, in una pubblicazione del Boston's Mycerinus Triad (BMFA 48, no.271, 1950, pp. 10-7), sulle somiglianze tra le caratteristiche facciali del reale e del divino nell'iconografia religiosa.
Nei primi anni del 1950, quando è ancora a Boston, Bernard V.  Bothmer inizia anche quello che diventerà il focus principale della sua vita scolastica: lo studio della scultura egizia, specialmente statuaria, del periodo tardo e lo sviluppo di un archivio, che includeva milioni di fotografie e altra documentazione riguardante le sculture del periodo tardo e oggi conservato proprio al Brooklyn Museum: The Corpus of Late Egyptian Sculpture. Hans-Wolfagang Müller viene coinvolto nel progetto per la sua competenza nella scultura reale, e Herman De Meulenaere (di Bruxelles) come esperto di iscrizioni. La collaborazione al “Corpus” tra Herman De Meulenaere e Bernard V. Bothmer continuerà fino alla morte di quest'ultimo, e Bruxelles, infatti, è un'altra ubicazione del materiale del Corpus.
Nel 1955 termina la sua attività presso il Museum of Fine Arts di Boston.

### Al Brooklyn Museum (1956-1982)
Nel 1956 viene nominato Associate Curator del Department of Ancient Art del Brooklyn Museum.
Nel 1960, il Brooklyn Museum, prepara una mostra speciale intitolata Egyptian Sculpture of the Late Period: 700 BC to AD 100 il cui catalogo viene compilato da Bernard V. Bothmer in collaborazione con Herman De Meulenaere e Hans–Wolfgang Müller.  Il catalogo, ristampato con alcune aggiunte e correzioni nel 1969, rimane la principale pubblicazione sulla Late Period Statuary.
Nello stesso anno diviene anche professore associato di Egittologia presso l'Institute of Fine Arts di New York.
Nel 1963 venne nominato direttore del Brooklyn Museum.
A Brooklyn, Bernard V. Bothmer può coltivare anche un'altra delle sue passioni: l'editoria. Viene coinvolto sia nella scrittura che nella pubblicazione del catalogo della mostra Five Years Collecting Egyptian Art. 1951-56 (1956) e questa sarà solo la prima di molte pubblicazioni di egittologia che pubblicherà, in alcuni casi con l'assistenza di Elizabeth Riefstahl, ma più spesso con quella di Emma Swan Hall. Si cura inoltre di affidare la pubblicazione degli scritti all'Istituto Wilbour Fellowships e Wilbour Monographs al fine di rendere accessibili agli studenti le monografie ad un prezzo più contenuto.
Intanto continua a partecipare, con un ruolo di comando nell'organizzazione, a mostre importanti, tra cui da citare  Akhenaten and Nefertiti nel 1973, co-sponsorizzato dal Brooklyn Museum e dal Detroit Institute of Arts, Africa in Antiquity: the Arts of Ancient Nubia and The Sudan, da lui pensata con la collaborazione di Steffen Wenig nel 1978 e organizzata dal Brooklyn Museum con la partecipazione degli studiosi della Staatliche Museen di Berlino/DDR. Questo suo coinvolgimento è molto significativo anche dal punto di vista del contributo alla museografia; egli infatti diventa un maestro nella disposizione di oggetti a loro vantaggio rispetto, ad esempio, alla loro posizione nelle vetrine e la loro illuminazione.
Come curatore, Bernard V. Bothmer, è invece attivo nell'acquisire oggetti tramite acquisti, regali, prestiti, ed è per il suo occhio perspicace e per il suo duro lavoro che il Brooklyn Museum ha un numero significativo di opere d'arte nella sua collezione egizia.
Nel 1977 l'Institute of Fine Arts di New York lo nomina professore ordinario, carica che mantiene fino al 1982, anno in cui lascia anche la carica di Direttore presso il Brooklyn Museum.
Bernard V. Bothmer è convinto dell'importanza dell'archeologia nell'accrescere la conoscenza e consapevolezza degli antichi egizi, compresa la conoscenza della loro arte. Per questo motivo collabora nella creazione del progetto New York University's Mendes Expedition di cui ne diventa il direttore. Il progetto dura otto stagioni di lavoro sul campo a Mendes e a Thmuis tra il 1964 e il 1980. Inoltre è uno dei creatori e direttore dell'Apis House Project che ha condotto sei fruttifere stagioni di scavi a Mit Rahina tra il 1981 e il 1986, sotto gli auspici dell'ARCE e per conto dell'Insititute of Fine Art di New York.
Nel 1981 divorzia da Geraldine Samuelson.

### Gli ultimi anni (1982-1993)
Nel 1982 viene nominato Lila Acheson Wallace Professor di antica arte egizia, una cattedra creata in suo onore dai suoi amici e colleghi. Durante il periodo dell'insegnamento continua ad occuparsi dello studio e dell'arricchimento del Corpus. Nello stesso anno sposa in seconde nozze Norma Jean Koplin.
Continua ad insegnare fino a poche settimane prima dalla sua morte, avvenuta il 21 novembre del 1993, all'età di 81 anni.